# یواس‌اس آزالیا (۱۸۶۴)
یواس‌اس آزالی (۱۸۶۴) (به انگلیسی: USS Azalea (1864)) یک کشتی بود که طول آن 110' بود. این کشتی در سال ۱۸۶۴ ساخته شد.